# 123☆45
123☆45（イズミヨーコ）は、TWIN PLANETに所属していた日本の女性お笑いコンビ。2008年6月結成。
2015年6月30日に一度解散。2019年4月に再結成したが、2023年10月20日に再び解散した。かつては山中企画、グレープカンパニーに所属していた。

## メンバー
イズミ（1982年8月28日 - ）（42歳）
ボケ担当。
- 本名：南川 泉（旧姓）
- 身長150 cm、体重55 kg、血液型O型。
- 岩手県九戸郡野田村出身。
- 岩手県立久慈高等学校卒業 → 和光大学卒業。
- 大学卒業後は、展示会などのコンパニオン・MCなどを務め、その後モデル事務所に2年間所属。
- 中学校、高等学校の国語の教員免許を持っている。
- 18歳の時に、岩手県のテレビ局でADをしていたことがある。
- 舞台衣装には、野田村のマスコット『のんちゃん』のTシャツに絣のズボン、などがある。
- 子供の頃の夢は「安達祐実みたいになること」。その頃から目立つ仕事がしたいと漠然と思っていたという。
- 最初に憧れた芸人はモエヤン。
- 松嶋菜々子の物真似という持ちネタもある。
- 東日本大震災発生から5日ほどして、被災地となった地元の野田村に戻ってボランティア活動をしていたが、この一時「こんな状況ではお笑いは続けられない」と、そのまま野田村に帰ることも考えた。しかし地元の人たちがイズミをテレビで観たことがあるとして「がんばれよ」と声をかけて来たこともあって「芸人として活躍すれば、野田村の人たちに喜んでもらえる」と考えを一転させて芸人を辞めるなどということは思い留まったという。
- 2020年2月4日、同じ芸人であるハッピーエンドのゆずきとの結婚を発表。しかし入籍後もイズミは岩手に住み続け、遠距離夫婦状態でゆずきとは会っていなかったが、この年の7月末に再会。同年7月末から埼玉県内でゆずきと同居を始める。
- 2020年11月、夫婦ユニット「マウンテンブック」の結成を宣言（コンビ名は夫婦の本姓が山本であることから）。主な活動内容は「1日5分のラジオをYouTubeで発表」としており、舞台での活動は未定であったが、M-1グランプリ2021にエントリーした。M-1グランプリ2022には、このマウンテンブック、123☆45の他にも、123☆45とゆずきを合わせた3人の「ツーペア」でも出場している。その後、マウンテンブックはTWIN PLANETに正所属となっている。

ヨーコ（1979年11月8日 - ）（45歳）
ツッコミ担当。
- 身長161 cm、体重52 kg、血液型AB型。
- 東京都世田谷区出身。
- 祖父が青森県三沢市出身であり、相方同様に東北地方に縁がある。
- 和光大学卒業 → 服部栄養専門学校栄養士科卒業（2004年）であり、栄養士免許を持っている。
- AKB48の振り付けアシスタントをしていた妹が居る。
- 6歳の時からモダンバレエをやっている。
- 雑誌『FYTTE』（学研）の読者モデルなど、モデルの活動もしていた。
- お笑いをやる前は木村祐一が団長を務め山口智充、原史奈らが所属の「劇団ゆきひら鍋」のメンバーだった。
- 国会議事堂のツアーガイドの仕事もしている。ポイントとお得な品物を求めて、自宅周辺の8店以上のスーパーマーケットを使い分けている。
- バイク好きの自称「バイク女子」。バイクライダーのTシャツサイト「白いTシャツと黒いバイク。」の初代イメージモデル。また、かつて持っていたオートバイカワサキ・Z1を“元カレ”と言っており、以前に売ってしまったため、金を貯めて買い直したいとも思っている。
- 松井珠理奈（SKE48・AKB48）の物真似も行っており、この物真似で八幡カオル（峯岸みなみ役）、せつこ（渡辺麻友役）、本日は晴天なり（指原莉乃役）、川堺弥生（飛び魚、板野友美役）、高田千尋（ばーん、大島優子役）、紺野ぶるま（秋元才加役）、寅人（高橋みなみ役）の同じくAKB48メンバーの物真似をする女芸人たちと共に『ニセAKB「えーけーびーLIVE」』に出演した。その後も『チームG』と改めて活動を行っている。
- この他に、キム・ヨナの物真似も行っている。
- ダンスユニット「マドンナダンサーズ」での活動も行っている。手島優の曲『ハミ乳パパラッチ』、大湯みほ with hi&yukkyの曲『ぬか漬けこねこね』の振付を担当。
- 2020年6月、新宿調理師専門学校の「新調PR大使」に就任。
- 2021年6月に結婚・入籍。この時に松井珠理奈からも祝福コメントが寄せられた。

## 略歴

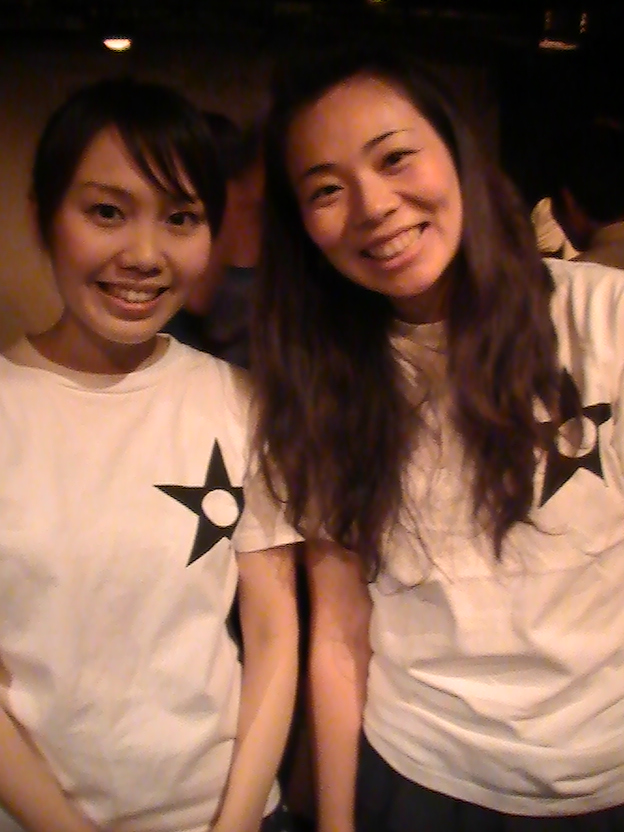
左から、イズミ、ヨーコ（2009年12月当時）

2002年頃、大学生時代にお互いにダンスサークル「BIRD」に所属していたことがきっかけで知り合う。
その後、イズミから誘う形で2008年6月に123☆45結成。初めて舞台でネタを見せたのは同年10月のM-1グランプリで、同年11月14日にライブデビュー。
2009年7月23日には、東京・新宿Fu-で初の単独ライブ『123☆45LIVE vol.1 ～お笑いはじめました!～』を行った。
2010年5月19日に山中企画を辞め、フリーに。約3年間のフリー活動の後、2013年4月からグレープカンパニーに所属となった。
- 第9回M-1グランプリ2009、2回戦進出。
- THE MANZAI2012、2回戦進出
- キングオブコント2012、準々決勝進出。
- 2014年・第13回漫才新人大賞、決勝進出。

しかしその後イズミが体調を崩したことから思うような活動が出来なくなったこともあって、2015年6月30日をもって解散。ヨーコは『チームG』メンバーとしての活動は継続。イズミは約4か月の休業の後、2015年10月24日の『東京タワーライブ333』から、ピン芸人としてお笑い活動を再開、同年12月から芸名を「いずみっくす」にして活動。その後いずみっくすは2016年3月に野田村の実家に戻り、岩手を拠点として北三陸エリアタウン誌『月刊DANASS』のコラム連載などフリーライター、ローカルタレントとして活動、また野田村で里山管理の手伝いの仕事もしている。一方ヨーコは、マドンナダンサーズの活動を続けている他、2013年から星野奏子の曲の振り付けとバックダンサーでの活動を続けている。いずみっくすは、2017年6月19日（第1回）から不定期に、東京でトークライブ「ずみトーク」を行っている。また、今後については「プロとしての芸人じゃないけど、『お笑い市民ランナー』として出来る範囲でやれたら」としている。しかしイズミはコンビ活動していた頃の思いがくすぶり、テレビで活躍している後輩芸人を見て、悔しさからチャンネルを替えたこともあった。
再結成のきっかけは、2018年12月10日放送の第2回『女芸人No.1決定戦 THE W』決勝戦をそれぞれ東京と岩手で観ていて、「観てる？」といったLINEのやりとりをしていたことと、これに出ていたあぁ〜しらきに衝撃を受けたことだったという。そして2019年4月、「女芸人No.1決定戦 THE W」出場のために、2人の123☆45として解散以来4年ぶりに再結成し、同年4月28日開催の『本日は晴天なりのもうすぐオキニライブ』（東京・秋葉原 ZERO-G）にて再結成後初となるお笑いライブ出演。ヨーコにとっては、4年ぶりのお笑いライブ出演であった。
2019年10月、「女芸人No.1決定戦 THE W」にて決勝進出が決定した。その後フリーとして活動し、2022年7月にTWIN PLANET所属を発表した。2023年10月20日に二度目の解散を発表。今後はそれぞれ個々で活動、イズミはピンの活動と並行しながら夫婦ユニット「マウンテンブック」の活動も行うとしている。

## 芸風
結成当初は、「またやっちゃった!」が決め台詞のネタや、「踊れないダンサーのショート漫才」と称した、帽子にかつら、短パンなどと言ったダンサー風の格好でネタを演じていた。その中で「お笑いがやりたい」のネタでは、ヨーコがボケネタでツッコミの振りをするというものだった。
その後、衣装も変えて漫才のスタイルも変更。2009年途中からはボケとツッコミのポジションを交替し、イズミが「このほんずなすが～」など地元の南部弁を丸出しにした喋りで、地元・野田村をネタにしたりなどの特徴を出している。2013年では、イズミが連続テレビ小説『あまちゃん』の舞台となった北三陸の出身であることから、あまちゃんのキャラクターに扮したネタも披露していたことがあった。
かつてはヲタルのバックダンサー『SGC』（Sexy Gogo Crew（セクシーゴーゴークルー）の略）をハルカラと共に務めることもあり、またTAIGAのネタの時に、同じくハルカラと共にバックダンサー兼コント要員としての『TAIGAロックンロールオールスターズ』として出演することもあった。

## 出演

### テレビ
- じゃじゃじゃTV（IBC岩手放送）- 2010年8月28日
- ニュースエコー（IBC岩手放送）- 2010年8月30日
- なまっテレ!〜YES 方言 ラブ〜（NHK総合）※東北地区限定 - 2010年10月15日
- マルチなあいつ! （読売テレビ）- 2004年（ヨーコのみ）
- 今年も生だよ!新春9時間 笑いっぱなし伝説（テレビ東京）- 2007年12月31日（ヨーコのみ）
- ダウンタウンのガキの使いやあらへんで!（日本テレビ）- 2013年1月27日「山-1グランプリ」、ヲタルのバックダンサーで出演
- 人生の正解TV〜これがテッパン!〜（フジテレビ）- 2013年5月3日
- 有吉反省会（日本テレビ）- 2013年9月28日（SP）、9月29日[59]
- SANDWICH-MAN QUIZ THE PRESEN SHOW（千葉テレビ放送）- 不定期出演
- 北野演芸館〜たけしが本気で選んだ芸人大集結SP〜（毎日放送・TBS系）- ヲタルのバックダンサーとして出演
- フジテレビ開局55周年特別企画 報道スクープSP 激動!世紀の大事件〜目撃者が明かす10の新証言〜（フジテレビ）[60]
- THE出走〜勝手にグランプリ〜（フジテレビ）- 2014年6月7日、2014年12月25日 ヨーコのみ仕掛け人（記者役）として出演[61][62]
- 幸せ!ボンビーガール（日本テレビ）- 2014年6月17日、ヨーコのみ
- 東京漫才COLLECTION 漫才新人大賞～最強のお笑い芸人（テレビ東京）- 2014年8月2日
- うつけもん（フジテレビ）- 2014年9月3日、『TAIGAロックンロールオールスターズ』のメンバーとして出演。2014年9月17日はヨーコのみ『ニセAKB』のメンバーで出演。
- コサキン・天海の超発掘!ものまねバラエティー マネもの（フジテレビ）- 2014年9月27日、イズミのみ、松嶋菜々子の顔真似で出演
- お台場新大陸・夏笑王決定戦（フジテレビ）- 2014年9月27日深夜、『TAIGAロックンロールオールスターズ』のメンバーとして出演。
- 芸人報道 1時間スペシャル（日本テレビ）- 2014年10月13日、イズミのみ
- プレミアの巣窟（フジテレビ）- 2014年11月10日深夜
- オサレもん（フジテレビ）- 2014年11月4日深夜、11月11日深夜、ヨーコのみ『ニセAKB』のメンバーで出演。
- TOKIOカケル（フジテレビ）- 2014年11月12日、2014年12月24日、2015年2月18日、2015年2月22日、2015年3月11日、2015年3月18日、2015年3月25日、2020年1月8日[63] イズミのみ『方言女子と喋ってみよう!!』の企画に出演[64][65][66][67]
- ○っと!（青森朝日放送）- ヨーコのみ『チームG（ニセAKB）』のメンバーで出演。
- 笑点 特大号（BS日テレ）- 2014年12月10日
- はちきゅん（岩手めんこいテレビ）- 2014年12月13日
- ニノさん（日本テレビ）
  - ニノさんSP!!全人類サミット（2014年12月22日）- イズミのみ、キュリー夫人役で出演[68]
- サンバリュ『ウチのガヤがすみません!』（日本テレビ）- 2015年6月7日
- のだむら通信（岩手めんこいテレビ）- いずみっくすのみ出演 毎週日曜日11:45 - 11:50 2017年3月まで
- 爆笑そっくりものまね紅白歌合戦スペシャル（フジテレビ） -2017年9月8日 ヨーコのみものまねAKBのメンバーとして松井珠理奈のそっくりさんとして出演
- 松井珠理奈のインスタ映え100枚チャレンジ旅（中京テレビ）-2018ヨーコのみ台湾編に出演
- マツコ&有吉 かりそめ天国（テレビ朝日） - 2018年10月17日 いずみっくすのみ「色んな色の温泉にバンバン入りたい！」の企画で出演[69]
- 新春お年玉クイズ いわてホットライン2020（IBC岩手放送）- 2020年1月1日
- キニナルイワテ2020（IBC岩手放送）- 2020年3月25日
- じゃじゃ馬TV（IBC岩手放送）- 2020年5月16日から（毎週土曜日 午前11時27分 - 11時30分）レギュラー出演
- わが町バンザイ（IBC岩手放送）- 2020年6月16日、イズミのみ
- 5きげんテレビ（テレビ岩手）- 2020年9月2日[70]
- ビッ友×戦士 キラメキパワーズ!（テレビ東京）- ヨーコのみ、2021年10月10日（第14話）出演[71]
- 新婚さんいらっしゃい!（ABCテレビ・テレビ朝日系）- 2022年10月9日、イズミのみ、夫・ゆずきと一緒に出演[72][73]
- カチヘン（フジテレビ）- 2023年1月5日[74]
  - この番組で考案され開発された甘味メニュー「山ぶどうのレアチーズケーキ」がこの放送後から新宿調理師専門学校内のレストランにて提供されている[75]。

### ラジオ
- 123☆45のしあわせたがや（エフエム世田谷）
  - 2011年4月16日から2012年3月17日、土曜日21:30 - 22:00に放送。コーナーに「ネタのちょい聴き」「野田村タイムス」など。
- SCHOOL NINE（JFN系全国ネット番組）- 2013年4月24日
- しゃべくり一直線（NHKラジオ第1放送）
  - 「新春おめでた!しゃべくり一直線」（2015年1月2日）では、出場7組の中から女性初のしゃべくり王(優勝)を獲得した。
  - 「春だぜ!しゃべくり一直線」（2015年5月6日）でもしゃべくり王を獲得、2連覇達成[76]。
- サンドウィッチマンの天使のつくり笑い（NHKラジオ第1放送）- 2015年5月19日
- 鶴瓶のヤングタウン日曜日（MBSラジオ）- 2019年12月8日

### インターネット
- ぶちぬき女芸人（あっ!とおどろく放送局）- 2010年3月1日
- ナマイキ!あらびき団 - ウェイバックマシン（2012年10月15日アーカイブ分）

### ライブ
- 山中企画主催ライブ
- ラ・ママ新人コント大会
- PUNCH LINEvol.5
- ちょっと昭和なヤングたち
- ガールズガーデンフェスティバル（Studio twl）
- スタイル女子部
- みちのく芸人ライブ
- 123☆45 B.M.H. ジョイントライブ （2009年11月16日、東京・新宿Fu-）
- IBCまつり（2010年8月）
- もぎたてライブ・グレープライブ

他

## 掲載
- 河北新報（2009年11月、『みちのく芸人ライブ』の様子が掲載[77]）
- 朝日新聞（2010年4月、東北版に掲載）
- 宝島社「InRed」（2012年10月号）
- 岩手日報（2013年8月11日、『東京発トレンドいわて』コーナー）
- 大塚・巣鴨Walker（2013年10月25日発売）
- 月刊DANASS（北三陸エリアタウン誌）- 2014年9月号から『イズミヨーコラム』連載、123☆45解散後もいずみっくす一人でコラム連載を継続。